# BAN BASEBALL CLUB
BAN BASEBALL CLUB（バンベースボールクラブ）は、大分県大分市に本拠地を置き、日本野球連盟に加盟している社会人野球のクラブチームである。北部九州リーグに所属している。

## 概要
2009年に設立され、3月26日付けで日本野球連盟に新規登録された。同年の第80回都市対抗野球大会予選大分県1次予選では初出場で初優勝を果たしたが、九州2次予選で敗退。
2010年度からは、北部九州リーグの設立にともない、同リーグに参加。同年の第1回北部九州リーグでは、6勝1敗2分で北九州市民硬式野球クラブと並んだものの、直接対決の成績により準優勝にとどまった。しかし、2010年11月14日に行われた北部九州リーグ・南九州リーグの上位各2チームによる第1回全九州クラブチャンピオンマッチでは優勝し、初代全九州王者となった。その後、第1回西日本クラブリーグチャンピオン決定戦では初戦で敗退している。
2011年度の第2回北部九州リーグでは、7勝1敗1分でリーグ優勝を果たした。しかし、2011年11月13日に行われた第2回全九州クラブチャンピオンマッチでは北九州市民硬式野球クラブに敗れ、連覇はならなかった。
本チームを立ち上げ、監督を務めていた坂東一彦が、2020年4月12日、病気のため急逝（65歳没）。12月6日に坂東の追悼試合が花林かいぞくスタジアムで執り行われ、北部九州リーグ選抜連合チームと対戦した。